# Волувской замок
Волувский замок (пол. Zamek w Wołowie) — замок Пястов в городе Волуве Нижнесилезского воеводства в Польше.

## История

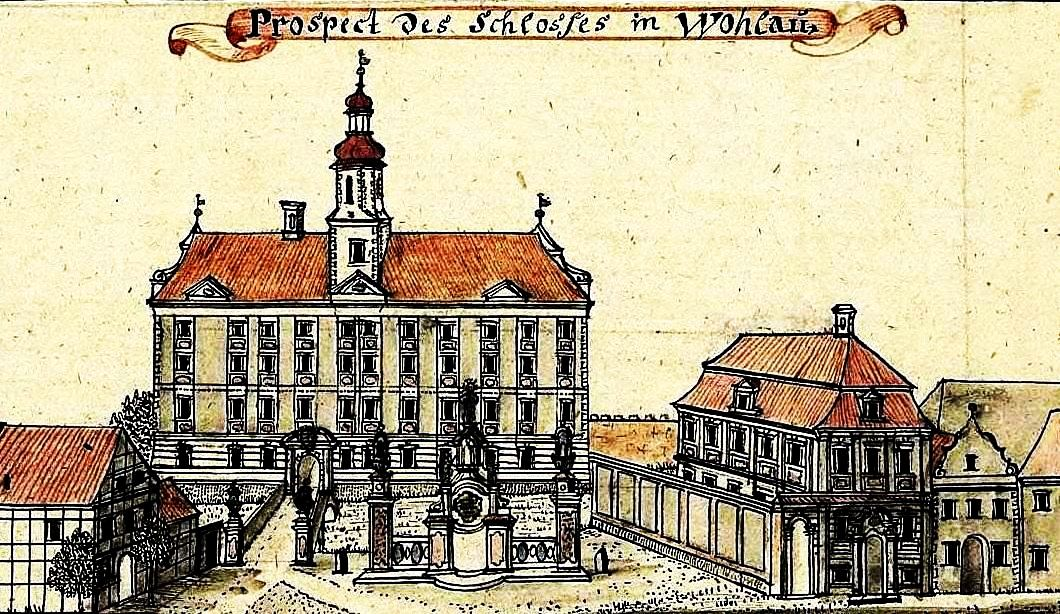
Замок в Волуве на рисунке Фридриха Бернгардта Вернера около 1750 года

Замок в Волуве, вероятно, был построен в начале XIV века по распоряжению глогувского князя Конрада I, хотя отдельными исследователями это утверждение подвергается сомнению. В XVI и XVII веках замок перестраивали, а в начале XVIII он был уничтожен в результате пожара. В 1714—1725 годах замок отстроили, а последующие незначительные модификации вносились вплоть до конца XIX века.
В наше время в замке размещается Волувское уездное староство.

## Архитектура
Замок — каменное строение, воздвигнутое на четырехугольном плане, имеет две травеи комнат, три этажа, восьмиугольную башню, крытую шатровой крышей. Интерьеры перестроены XVII и XIX веках для приспособления к офисным целям, вследствие чего они утратили свой первоначальный, свойственный для резиденции вид..